# Qualificazioni al Campionato caraibico di calcio 1981
Sono elencate di seguito le date e i risultati per le qualificazioni al Campionato caraibico di calcio 1981.

## Formula
11 membri CFU: il Porto Rico (come paese ospitante) è qualificato automaticamente alla fase finale. Rimangono 11 squadre per 3 posti disponibili per la fase finale. Le qualificazioni si dividono in quattro turni:
- Primo turno: 4 squadre, giocano partite di andata e ritorno. Le vincenti accedono al secondo turno.
- Secondo turno: 8 squadre, giocano partite di andata e ritorno. Le vincenti accedono al terzo turno.
- Terzo turno: 4 squadre, giocano partite di andata e ritorno. Le vincenti si qualificano alla fase finale, le perdenti accedono al playoff.
- Playoff: 2 squadre, giocano partite di andata e ritorno. La vincente si qualifica alla fase finale.

## Primo Turno
|  | Barbados | – | Saint Lucia |  |

Saint Lucia ritirata, Barbados qualificato al secondo turno.
| 7 giugno 1981                                  | Giamaica  | 2 – 0 | Trinidad e Tobago |  |
| \| \| \| \| \| Hyde Russell \| Marcatori \| \| |           |       |                   |  |
|                                                |           |       |                   |  |
| Hyde Russell                                   | Marcatori |       |                   |  |

| 19 giugno 1981 | Trinidad e Tobago | 4 – 0 | Giamaica |  |

Trinidad e Tobago qualificato al secondo turno.

## Secondo Turno
| 5 luglio 1981 | Barbados | 1 – 1 | Trinidad e Tobago |  |

| 15 luglio 1981                               | Trinidad e Tobago    | 1 – 1 (d.c.r.) | Barbados |  |
| \| \| \| \| \| \| Tiri di rigore 4 – 2 \| \| |                      |                |          |  |
|                                              |                      |                |          |  |
|                                              | Tiri di rigore 4 – 2 |                |          |  |

Trinidad e Tobago qualificato al terzo turno.
| 21 giugno 1981 | Guadalupa | 5 – 0 | Dominica |  |

| 5 luglio 1981 | Dominica | 2 – 3 | Guadalupa |  |

Guadalupa qualificato al terzo turno.
| 7 giugno 1981 | Suriname | 3 – 1 | Guyana francese |  |

| 21 giugno 1981 | Guyana francese | 3 – 1 | Suriname |  |

| Paramaribo 19 luglio 1981 | Suriname | 1 – 0 | Guyana francese |  |

Suriname qualificato al terzo turno.
| 5 luglio 1981 | Saint Vincent e Grenadine | 2 – 1 | Martinica |  |

| 17 luglio 1981 | Martinica | 1 – 2 | Saint Vincent e Grenadine |  |

Saint Vincent e Grenadine qualificato al terzo turno.

## Terzo Turno
| 8 agosto 1981 | Suriname | 1 – 1 | Trinidad e Tobago |  |

| 15 agosto 1981 | Trinidad e Tobago | 3 – 2 | Suriname |  |

Trinidad e Tobago qualificato alla fase finale, Suriname accede al playoff.
| 2 agosto 1981 | Guadalupa | 3 – 0 | Saint Vincent e Grenadine |  |

| 16 agosto 1981 | Saint Vincent e Grenadine | 3 – 1 | Guadalupa |  |

Guadalupa qualificato alla fase finale, Saint Vincent e Grenadine accede al playoff.

## Playoff
| Cayenne 13 settembre 1981 | Saint Vincent e Grenadine | 2 – 1 | Suriname |  |

| 27 settembre 1981 | Suriname | 3 – 3 | Saint Vincent e Grenadine |  |

Saint Vincent e Grenadine qualificato alla fase finale.